# Giad Auto

Logo

Giad Auto, in vollständiger Form Giad Automotive Industry Co., Ltd., ist ein Kraftfahrzeughersteller mit Hauptsitz in Khartum im Sudan. Das im März 1997 gegründete Unternehmen ist ein Joint Venture der SMT Engineering Co., Ltd. mit dem staatlichen Rüstungsunternehmen Military Industry Corporation und agiert als eine Holdinggesellschaft für insgesamt sieben Tochterunternehmen. Die Produktionswerke des Unternehmens befinden sich 50 Kilometer südlich der Landeshauptstadt in der neu erbauten Industriestadt Giad. Das Werksgelände umfasst eine Fläche von 15 Quadratkilometern. Die Arbeit nahm das Unternehmen am 26. Oktober 2000 auf.
Das Unternehmen stellt Lastkraftwagen unter Lizenz von Renault und MAN sowie Personenkraftwagen der Marke Hyundai her. Auf der Internetseite des Unternehmens bietet Giad Autos unter den Marken SsangYong, BYD und Hyundai an. PKW unter der Marke Giad werden nicht vertrieben.

## Unternehmensgliederung

### Giad Vehicles Co. Ltd.
2000 nahm das Unternehmen die Produktion von Hyundai-Fahrzeugen auf, zunächst in SKD-Form und ab 2002 in CKD-Form. Bekannt sind die folgenden Stückzahlen, die jeweils der Marke Hyundai zugeordnet sind: Null in 2000 und 2001, 297 in 2002, 500 in 2003 und ebenfalls 500 in 2004.
Später hinzu kamen die Busse der Marken Mercedes-Benz und Youjin. Einer der im Sudan beliebtesten Modelle des Herstellers ist der Giad Pick-up. Einige der Fahrzeuge werden als sogenannte CKD-Bausätze von der chinesischen Zhengzhou Nissan Automobile Company angeliefert.
Aber auch Motorräder iranischer und türkischer Marken sowie der chinesischen Marke Eugin & Modan werden hier hergestellt.

### Giad Trucks Co. Ltd.
Bei Giad Trucks werden Busse und Lastkraftwagen hergestellt. Neben MAN-Fahrzeugen werden hier auch Renault-Modelle produziert. Jährlich verlassen 1400 Lkw und 900 Busse die Werkshallen.

### Giad Tractors and Agricultural Equipment Co. Ltd.
Traktoren und andere Landmaschinen produziert das Unternehmen unter einer weiteren Tochtergesellschaft. Produziert werden Gerätschaften der Marken Massey Ferguson, Sinkad und Cetinel Sanmak. Derzeitige Produkte sind die Traktoren Massey Ferguson MF 285, Massey Ferguson MF 290 und Giad 285. 2500 Einheiten werden hier jährlich hergestellt.

### Giad Compressors Co. Ltd.
Die Giad Compressors ist eine kleine Tochtergesellschaft, welche im Besitz von 7 hydraulischen und 12 mechanischen Pressen ist. Das Unternehmen stellt damit Kotflügel, Motorhauben, Kofferraumhauben und Fahrgastzellen für Toyota her.

### Giad Furniture and Medical Appliances Co. Ltd.
Mit dem im Mai 2003 begründeten Unternehmen ist der Hersteller auch auf dem medizinischen Markt vertreten. Produkte sind so medizinisches Mobiliar wie auch Bildungs-Möbel für schulische Einrichtungen. Dabei werden hauptsächlich die Materialien Holz, Aluminium, Plastik und Fiberglas verwendet. Bei den metallischen Gerätschaften setzt die Firme auf eine Nickel-Beschichtung. Eines der wichtigsten Produkte der Tochtergesellschaft hingegen sind Autositze für körperbehinderte Personen.

### Giad Motor Service Co. Ltd.
Für das After-Sales-Management ist in dem Konzern die Giad Motor Service zuständig. Dieses Unternehmen ist zuständig für die Ersatzteilversorgung wie auch die Wartung der Fahrzeuge. Um den Service aufrechterhalten zu können, wird sogar ein internationales Ausbildungszentrum für angehende Ingenieure und Techniker geführt.

### Giad Paints Co. Ltd.
Giad Paints ist für die Lackierung der produzierten Fahrzeuge und Fahrzeugteile zuständig. Neben dem eigenbetrieblichen Nutzen werden hier auch außerordentliche Arbeiten durchgeführt. Insgesamt werden zwei Lackierstraßen betrieben.